# Копрен – Равно буче – Калиманица – Деяница
Копрен – Равно буче – Калиманица – Деяница e защитена местност в България. Намира се в землищата на град Чипровци и село Копиловци и обединява четири местности в Копиловския дял на Западна Стара планина. В защитената местност се намират водопадите Дуршин водопад и Водния скок, които са обявени за природни забележителности. Част е от защитената зона от Натура 2000 по директивата за птиците Западен Балкан.
Защитената местност е обявена на 30 ноември 1973 г. с цел „опазване на характерен ландшафт“ и има площ от 536,4 хектара.